# Догьйо
Догьйо (рос. Догьё) — село у складі Газімуро-Заводського району Забайкальського краю, Росія. Входить до складу Трубачовського сільського поселення.

## Населення
Населення — 73 особи (2010; 92 у 2002).
Національний склад (станом на 2002 рік):
- росіяни — 100 %